# 扎庫馬國家公園
扎庫馬國家公園（Parc national de Zakouma）是中部非洲國家乍得的國家公園，位於該國南部薩爾 (乍得)和安提曼之間的薩拉馬特河右岸，佔地接近3,000平方公里，成立於1963年，野生動物包括44種大型哺乳類動物和多種鳥類。

## 外部連結
- Zakouma National Park (in French) （页面存档备份，存于）
- EU Zakouma project (in French) Archive.today的存檔，存档日期2012-12-11
- Pictures of Zakouma wildlife and its environment （页面存档备份，存于）
- Ivory Wars, produced by Mediastorm